# 112 aC
El 112 aC va ser un any del calendari romà prejulià. Durant la República i l'Imperi Romà es coneixia com l'Any del Consolat de Pisó i Drus o també any 642 Ab urbe condita o de la fundació de la ciutat). L'ús del nom «112 aC» per referir-se a aquest any es remunta a l'alta edat mitjana, quan el sistema Anno Domini va ser el mètode de numeració dels anys més comú a Europa.

## Esdeveniments

### Ibèria
- Farnajom és proclamat rei d'Ibèria, succeint al seu pare Mirian I.[2]

### República Romana
- Luci Calpurni Pisó Cesoní i Marc Livi Drus són elegits cònsols de la República.
- Livi Drus obté Macedònia com a província i allà fa la guerra contra els escordiscs, als que va vèncer i va expulsar dels seus territoris a Tràcia cap a l'altre costat del Danubi. És el primer general romà que hi arriba.[3] És rebut amb honors perquè anteriorment, allà mateix, hi havia estat derrotat Cató Licinià. No obstant, els Fasti d'aquell any no s'han conservat, i no se sap si va obtenir un triomf.[4]

### Àfrica
- Marc Emili Escaure és enviat com a ambaixador a l'Àfrica. Jugurta, havia arrabassat a Adhèrbal la part del regne de Numídia que l'hi havien assignat els romans i es troba assetjat a Cirta.[5] Jugurta no aixeca el setge i quan conquereix la ciutat a final d'any mata Adhèrbal. A causa d'això Roma declara la guerra a Jugurta.[6]

## Necrològiques
- Cleòpatra IV, reina d'Egipte. Era filla de Ptolemeu VIII Evèrgetes II i de Cleòpatra III.[7]
- Adhèrbal de Numídia, mort a traïció per Jugurta a Cirta.[8]